# Need for Speed (film)
Need for Speed is een film uit 2014, geregisseerd door Scott Waugh, geschreven door George Gatins en John Gatins en geproduceerd door DreamWorks Pictures. 

## Verhaal
De film is gebaseerd op de videospellen van Electronic Arts met acteurs Aaron Paul als straatracer Tobey Marshall die wraak wil nemen op zijn ex-partner Dino Brewster, gespeeld door Dominic Cooper, nadat die hem onterecht in de bak heeft doen belanden.

## Rolverdeling
- Aaron Paul als Tobey Marshall
- Dominic Cooper als Dino Brewster
- Imogen Poots als Julia Maddon
- Scott Mescudi als Benny "Maverick" Jackson
- Ramon Rodriguez als Joe Peck
- Rami Malek als Finn
- Michael Keaton als Monarch
- Dakota Johnson als Anita Coleman
- Harrison Gilbertson als Pete Coleman
- Carmela Zumbado, als Jeny B

## Achtergrond
Need for Speed werd uitgebracht door Touchstone Pictures in 3D, IMAX en gebruikelijke bioscopen.